# Pinus taiwanensis
El Pinus taiwanensis és una espècie de conífera de la família Pinaceae endèmica de l'illa de Taiwan. Està estretament emparentat amb Pinus luchuensis del Japó i Pinus hwangshanensis de la Xina, del qual de vegades és considerat una subespècie.
El pi roig de Taiwan fa fins 35 m d'alt i les acícules estan en fascicles de dues. Les pinyes fan de 6 a 7 cm de llargada. És comú a altituds de 750 a 3.000 m.